# Billy Cunningham
Pour les articles homonymes, voir Bill Cunningham et Cunningham.
William John Cunningham dit Billy Cunningham (né le 3 juin 1943 à Brooklyn, quartier de New York - ) est un ancien  joueur et entraîneur américain de basket-ball, élu parmi les meilleurs joueurs du cinquantenaire de la NBA. Il était surnommé Kangaroo Kid.

## Les débuts
La légende  de Billy Cunningham commença alors qu'il ne jouait encore qu'au lycée d'Erasmus Hal à Brooklyn, où il fut élu Meilleur joueur de la Brooklyn League en 1961. Cette année, il fut élu First-Team All-New York City, dans la sélection All-America Team du magazine Parade.

## À North Carolina
Cunningham choisit l'Université de Caroline du Nord, où il excella. Il goba jusqu'à 27 rebonds dans un match contre l'Université de Clemson le 16 février 1963. Cunningham établit aussi un record de l'université avec 48 points contre Tulane le 10 décembre 1964. Durant ses années universitaires, il a aligné 1 709 points (24,8 par match), 1 062 rebonds (15,4 de moyenne). Son total de rebonds était le meilleur de l'histoire d'UNC et ses 379 de la saison 1964, ainsi que sa moyenne de 1963 (16,1).

### Distinctions à North Carolina
- 3 fois "letter winner" (à cette époque, les freshmen étaient inéligibles)
- All-Atlantic Coast Conference (1963-65)
- ACC Player of the Year (1965)
- All-ACC Tournament Team (1963-64)
- ACC Academic All-Conference (1965)
- USBWA All-America (1964-65)
- Helms Foundation All-America (1965)
- Sporting News All-America 2nd team (1965)
- Capitaine de l'équipe (1965)
- Il a disputé l'East-West Game en 1965
- Participa au Mondial universitaire en 1965

## En professionnel
En 1965, Cunningham rejoignit les 76ers de Philadelphie, où il officia comme sixième homme, réussissant néanmoins à marquer 16 310 points et amasser 7 981 rebonds dans sa carrière ABA puis NBA.
Cunningham est connu comme entraîneur pour avoir mené les Sixers aux finales NBA de 1983. Il fut aussi sacré dans l'équipe championne de 1967 avec Wilt Chamberlain, Hal Greer et Chet Walker.
En 1972, il fit une incursion aux Carolina Cougars de la ligue concurrente ABA, où il devint ABA All-Star first Team et MVP en 1973.
À sa retraite de joueur, il fut nommé head coach des Sixers et fit ses débuts sur le banc le 4 novembre 1977 et bâtit une grande équipe avec Bobby Jones, Maurice Cheeks, Andrew Toney, Moses Malone et bien sûr Julius Erving. Il mena Philadelphie à trois titres de la division Atlantique en 1978, 1981 et 1983, atteignant la barre des 200, 300 puis 400 victoires plus qu'aucun autre coach. À sa retraite, ses 454 victoires étaient le 12e meilleur résultat de l'histoire de la ligue.

## Vie extra-sportive
En 1987, Cunningham remplaça Tom Heinsohn comme commentateur télévisé (en duo avec Dick Stockton) pour CBS. Cunningham quittera CBS Sports l'année suivante, remplacé par Hubie Brown, pour rejoindre l'équipe du Heat de Miami lors de sa création comme actionnaire minoritaire, mais revendit ses parts le 12 août 1994.

## Distinctions
- Élu au Naismith Memorial Basketball Hall of Fame en 1986.
- All-NBA First Team en 1969, 1970 et 1971.
- All-NBA Second Team en 1972.
- Quatre fois sélectionné pour le NBA All-Star Game.
- Élu dans les meilleurs joueurs du cinquantenaire de la NBA en 1996.
- Son maillot, le n°32 a été retiré par les Philadelphia Sixers. Toutefois, il fut réutilisé par Charles Barkley (qui portait habituellement le 34) durant la saison 1992 en hommage à Magic Johnson après l'annonce de sa séropositivité.

## Pour approfondir